# Skyrush
Skyrush – stalowa kolejka górska typu Wing Coaster wybudowana w 2012 roku w parku Hersheypark w Stanach Zjednoczonych przez firmę Intamin. Głównymi elementami kolejki są: wzniesienie o wysokości 61 m (kategoria hyper coaster) i spadku pod kątem 85°, dzięki któremu pociągi osiągają prędkość 120,7 km/h oraz pięć miejsc, w których występują przeciążenia ujemne (ang. airtime). Charakterystyczną cechą pociągu kolejki typu Wing Coaster jest brak podłogi i układ siedzeń, w którym dwa zewnętrzne fotele znajdują się na zewnątrz toru i nieco niżej od foteli centralnych, co ma potęgować wrażenie swobodnego lotu.

## Opis przejazdu
Pociąg opuszcza stację i rozpoczyna wjazd na główne wzniesienie o wysokości 61 m, na które wciągany jest za pomocą szybkiego wyciągu linowego. Następnie zjeżdża pod kątem 85°, skręca w prawo i pokonuje pierwsze wzniesienie, skręca w lewo i pokonuje drugie wzniesienie, następnie znów w prawo i przejeżdża przez figurę o nazwie Stengel dive. Następnie skręca w prawo, pokonuje wzniesienie w kształcie litery S ze zmianą kierunku, skręca w lewo o 90°, następnie łagodnie w prawo, zostaje wyhamowany i wraca na stację. 

## Pozycja w rankingach
| Golden Ticket Awards – Top 50 stalowych kolejek górskich | Golden Ticket Awards – Top 50 stalowych kolejek górskich | Golden Ticket Awards – Top 50 stalowych kolejek górskich | Golden Ticket Awards – Top 50 stalowych kolejek górskich | Golden Ticket Awards – Top 50 stalowych kolejek górskich | Golden Ticket Awards – Top 50 stalowych kolejek górskich | Golden Ticket Awards – Top 50 stalowych kolejek górskich | Golden Ticket Awards – Top 50 stalowych kolejek górskich | Golden Ticket Awards – Top 50 stalowych kolejek górskich | Golden Ticket Awards – Top 50 stalowych kolejek górskich | Golden Ticket Awards – Top 50 stalowych kolejek górskich | Golden Ticket Awards – Top 50 stalowych kolejek górskich | Golden Ticket Awards – Top 50 stalowych kolejek górskich |
| -------------------------------------------------------- | -------------------------------------------------------- | -------------------------------------------------------- | -------------------------------------------------------- | -------------------------------------------------------- | -------------------------------------------------------- | -------------------------------------------------------- | -------------------------------------------------------- | -------------------------------------------------------- | -------------------------------------------------------- | -------------------------------------------------------- | -------------------------------------------------------- | -------------------------------------------------------- |
| 2012                                                     | 2013                                                     | 2014                                                     | 2015                                                     | 2016                                                     | 2017                                                     | 2018                                                     | 2019                                                     | 2020                                                     | 2021                                                     | 2022                                                     | 2023                                                     | 2024                                                     |
| 46                                                       | 26                                                       | 26                                                       | 25                                                       | –                                                        | 24                                                       | 30                                                       | 27                                                       | ×                                                        | 33                                                       | 23                                                       | 29                                                       | 26                                                       |